# Полл, Клаудия
Кла́удия Мари́я Полл А́ренс (исп. Claudia María Poll Ahrens; род. 21 декабря 1972, Манагуа) — коста-риканская пловчиха, олимпийская чемпионка и чемпионка мира.

## Спортивная биография
Плаванием Клаудия Полл начала заниматься в 6 лет. Первым тренером спортсменки стал Франсиско Ривас. Достаточно быстро Полл завоевала звание одной из лучших пловчих Центральной Америки. Очень большую роль в подготовке Клаудии сыграла старшая сестра Сильвия, которая в 1988 году на Олимпийских играх в Сеуле была серебряной призёркой по плаванию на 200 м вольным стилем. В 1994 году к Клаудии Полл пришёл первый успех. На чемпионате мира в Риме она стала двукратной бронзовой призёркой игр на дистанциях 200 и 400 метров вольным стилем. А в 1995 году стала двукратной чемпионкой мира в 25-метровом бассейне.
Дебют Клаудии на Олимпийских играх состоялся в 1996 году в Атланте. В первой же дисциплине (200 метров вольным стилем) с участием Полл состоялась сенсация. В финале 24-летняя костариканка опередила фаворитов турнира немок Франциску ван Альмсик и Дагмар Хазе. На дистанции вдвое длиннее Полл заняла 5 место. В 1997 году Клаудии вновь покоряется золотой дубль на чемпионате мира в короткой воде. И по итогам 1997 года Кладуия Полл стала обладательницей награды: «Пловчиха года в мире». Через год Клаудия добавила в свою коллекцию наград победу на мировом первенстве в Перте на дистанции 200 метров.
На Олимпийских играх в Сиднее костариканка уже считалась одной из главных претенденток на победу на 200 и 400-метровке вольным стилем. Но повторить успех прошлых Олимпийских игр Полл не удалось. Дважды она становилась обладательницей бронзовых медалей.
В 2004 году на играх в Афинах, отбыв двухлетнюю дисквалификацию, Клаудия Полл уже не смогла составить достойную конкуренцию своим соперницам. На дистанции 200 метров она остановилась в шаге от финала, заняв 9 место, а на дистанции вдвое длиннее стала десятой.

## Допинг
В 2002 году Клаудия Полл была уличена в применении запрещённого препарата — норандростерона и дисквалифицирована на 4 года. После нескольких апелляций срок был сокращён до 2 лет, что позволило спортсменке принять участие в летних Олимпийских играх 2004 года в Афинах.

## Интересные факты
- За свою карьеру в различных соревнованиях выиграла 699 медалей и 50 трофеев.
- За всю историю участий Коста-Рики в Олимпийских играх медали стране приносили только сёстры Полл.